# 石川一成
石川 一成（いしかわ かずしげ、1929年9月8日 - 1984年10月23日）は、昭和時代の歌人・高等学校国語科教諭（神奈川県立厚木高等学校教頭）。竹柏会「心の花」編集委員。

## 人物
千葉県佐原市に生まれる。旧制東京文理科大学漢文学専攻科を卒業。在学当時から歌人佐佐木信綱に師事。1950年竹柏会に入会し、後に歌誌「心の花」編集委員に就任。神奈川県立藤沢高等学校を経て、1954年から1972年まで神奈川県立湘南高等学校国語科教諭を歴任。神奈川県立総合教育センター国語研究室在職中に中華人民共和国四川省重慶市の四川外語学院に派遣され、同校で2年間、日本人として初めて日本語教師を務めた（1979年から1981年まで）。帰国後、神奈川県立厚木高等学校教頭を務めながら、神奈川県の日中友好事業に尽力したが、1984年10月23日に不慮の交通事故により急逝した（享年55歳）。
歌集に『麦門冬』『沈黙の火』、共著に『私の短歌入門』『わが愛する歌人』があり、歌集『沈黙の火』により神奈川県歌人会第四回神奈川県歌人会賞を受賞した。短歌活動の指導の功績に対し、藤沢市長より表彰されている。現代歌人協会会員、日本歌人クラブ幹事、日本国語教育学会理事も務めた。

## 評価
- 石川は、神奈川県教育委員会による中国日本語教師派遣事業の第1期として四川外国語学院に派遣された。当時人選にあたった教育委員会の選考委員は「何かにつけて凄い頭もいいし、勉強もする。立派な人なんだよ、人物的にもね。歌人だしね。素晴らしい人。この人がいいよって。結局ズバリいって」（2014年2月1日インタビュー調査）と言うように、当時神奈川県立教育センター国語研究室に勤務していた石川を、事業の主旨や理念を実現する適任者として指名して中国大使館に推薦したとされる[3]。
- 石川の教育と研究は、中国の日本語教育および中国における日本理解に多大な影響を与えたと評価され、没後製作された追悼番組で「中国にとって、石川先生は藤野先生と同じく偉大な存在である。我々は永遠に彼の名を忘れることはないだろう。」（重慶電視台、1985年）と、魯迅の恩師である藤野厳九郎に例えられている[3]。

## 歌集・著書
- 『麦門冬』（白鳳社心の花叢書、1975年）[5]。
- 『神奈川の文学碑を歩く』（有斐閣新書、1981年）、ASIN: B000J7XMZO。
- 『沈黙の火―石川一成歌集』（白凰社心の花叢書、1984年）、ASIN: B000J6WJPY。
- 『長江無限―石川一成歌集』（ながらみ書房、1985年）、ASIN: B000J6OL0K。